# Donieccy górnicy
Donieccy górnicy (ros. Донецкие шахтёры) – radziecki film dramatyczny z 1950 roku w reżyserii Leonida Łukowa.

## Obsada
- Micheil Gelowani jako Stalin
- Aleksiej Gribow
- Władimir Drużnikow
- Piotr Alejnikow
- Oleg Żakow
- Siergiej Łukjanow
- Kłara Łuczko
- Wasilij Mierkurjew
- Boris Czirkow
- Lidija Smirnowa
- Anastasija Zujewa
- Andriej Pietrow
- Jewgienij Morgunow